# 瓦萊里亞納
瓦萊里亞納（西班牙語：Valeriana）是一處位於墨西哥坎佩切州的馬雅遺址，位於該州靠近金塔納羅奧州東部邊界的熱帶雨林中。這處遺址在2024年10月首次對外公布，並以附近的一座湖泊命名。

## 描述
瓦萊里亞納的城市布局模式和建築風格與其東南方的查克通-塔姆琴地區相符。城市裡有多個廣場、神廟金字塔、球場和一座水壩蓄水池。這些要素都表明此處是一個馬雅政治中心。研究人員估計該遺址包含超過6500座建築物。遺址佔地約120平方（47平方英里）。
一種被稱為「E組合建築群」的特殊建築特徵表明，該城市的建立時間早於公元150年（前古典晚期），並可能在馬雅文明的古典時期（約公元250年至900年）達到鼎盛。研究人員認為，瓦萊里亞納的建築群密度僅次於卡拉克穆爾，並預測在該城市的文化巔峰時期（公元750年至850年）約有3萬到5萬的人口。此外，研究人員認為瓦萊里亞納的社會結構和城市密度可能表明這裡存在著一個高度多元化、有組織的社會，其居民經常與周邊鄉村地區的居民互動。

## 發現過程
自1970年代以來，研究人員就知道舒普希爾周邊地區在馬雅文明古典時期人口密集且經過精心規劃，但由於森林茂密，該地區的考古調查一直很少。
瓦萊里亞納的發現是由北亞利桑那大學、杜蘭大學、休斯頓大學國家機載雷射測繪中心和墨西哥國家文物總局的研究人員共同完成的。研究團隊使用光學雷達技術，因為該技術能夠穿透森林覆蓋層獲取高解析度地形資料，這項技術此前已被用於發現其他未知的馬雅遺址。不過，由於這項技術成本昂貴，研究人員使用了大自然保護協會墨西哥分部2013年森林監測項目的現有光學雷達資料。研究團隊表示，這處遺跡就在舒普希爾鎮186號聯邦公路旁，離附近的農田也只需步行15分鐘，可說是「近在眼前卻被忽略」。他們計劃進行更多的實地考察工作。
研究人員以附近的瓦萊里亞納湖（Laguna la Valeriana）命名該遺址。

## 外部連結
- (PDF). INAH. 2024-10-30.